# Thực vật hai năm

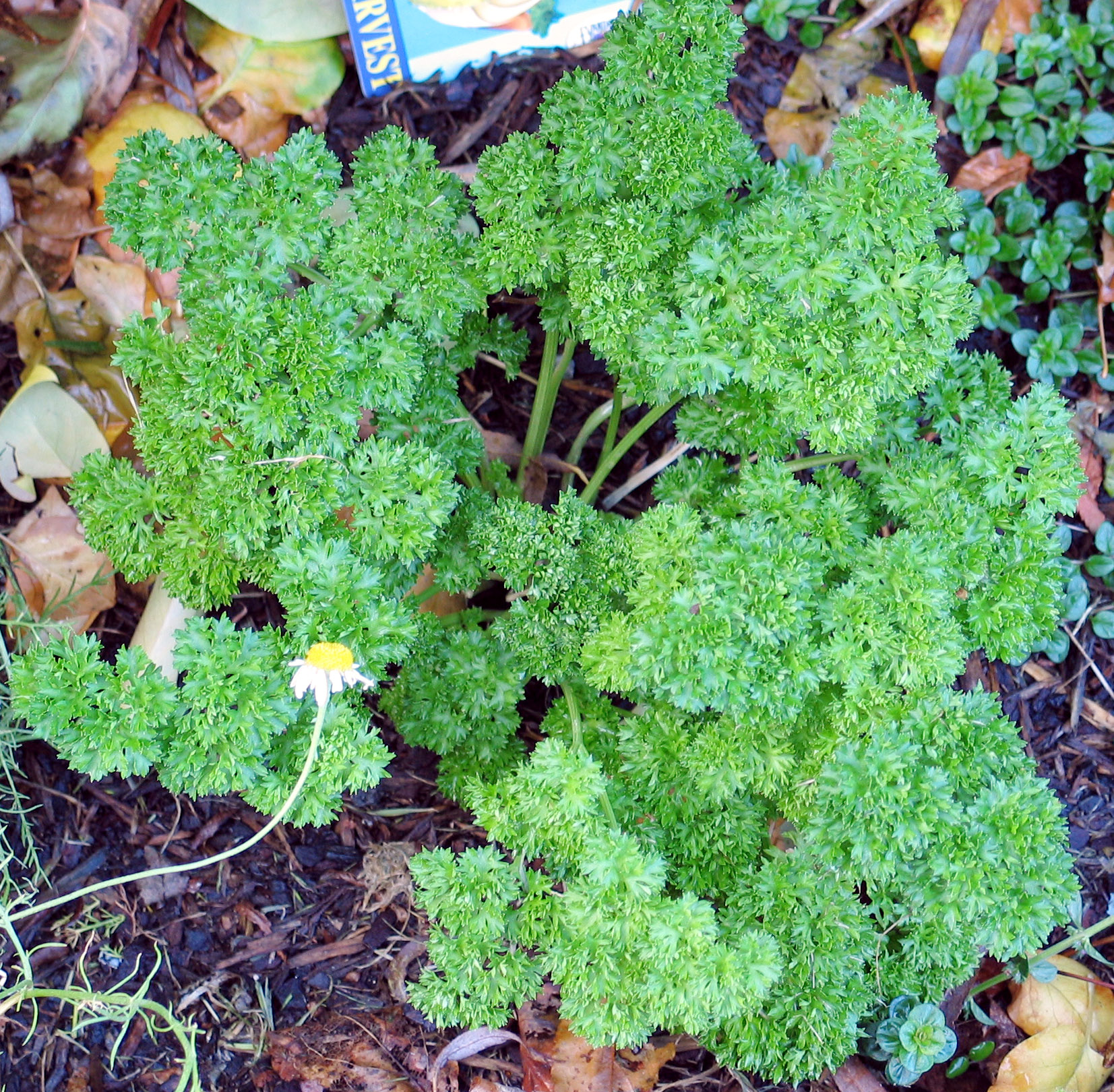
Mùi tây là một ví dụ phổ biến của thưc vật hai năm.

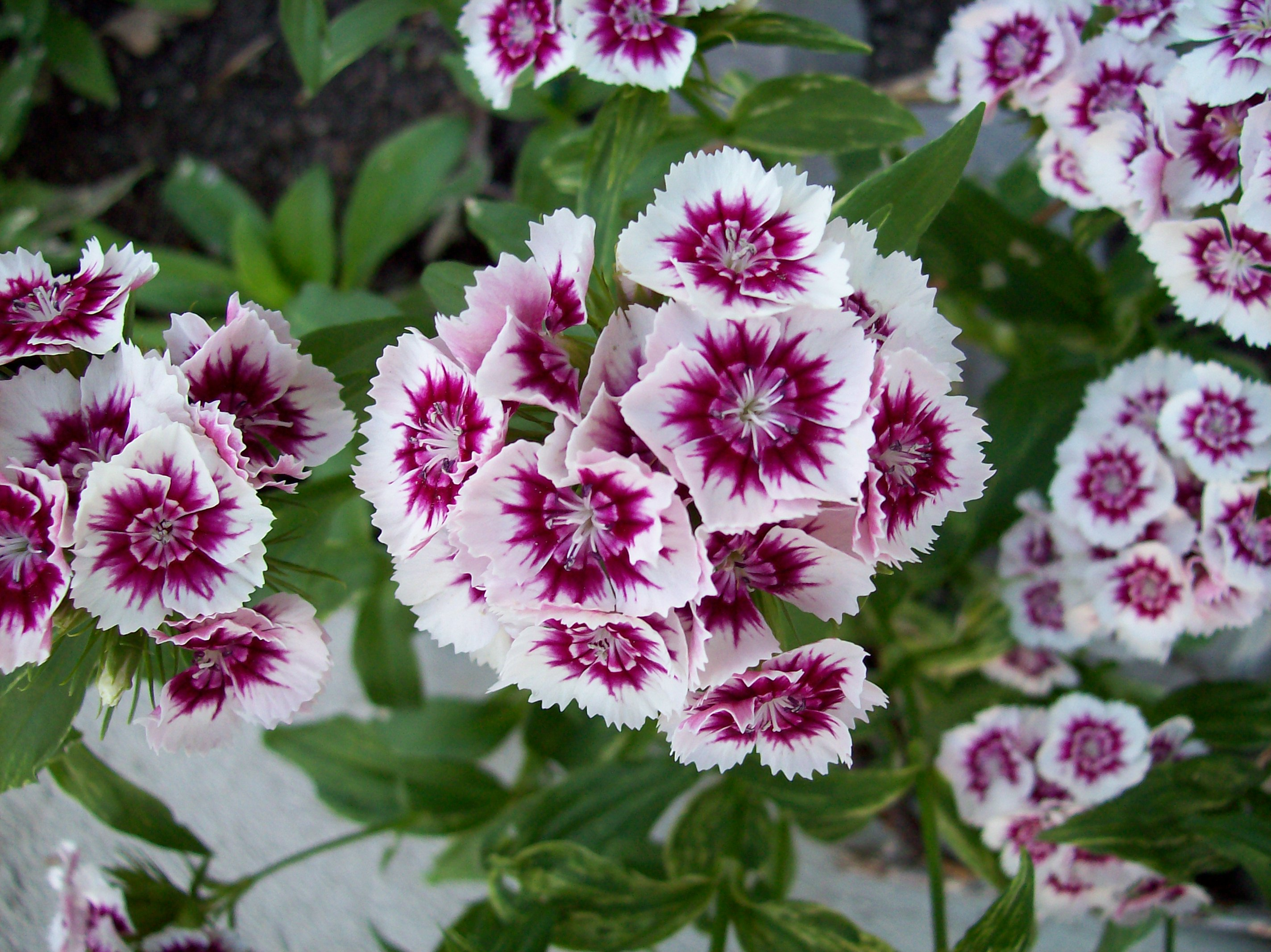
Cây cẩm chướng thơm lùn là một loại thực vật hai năm.

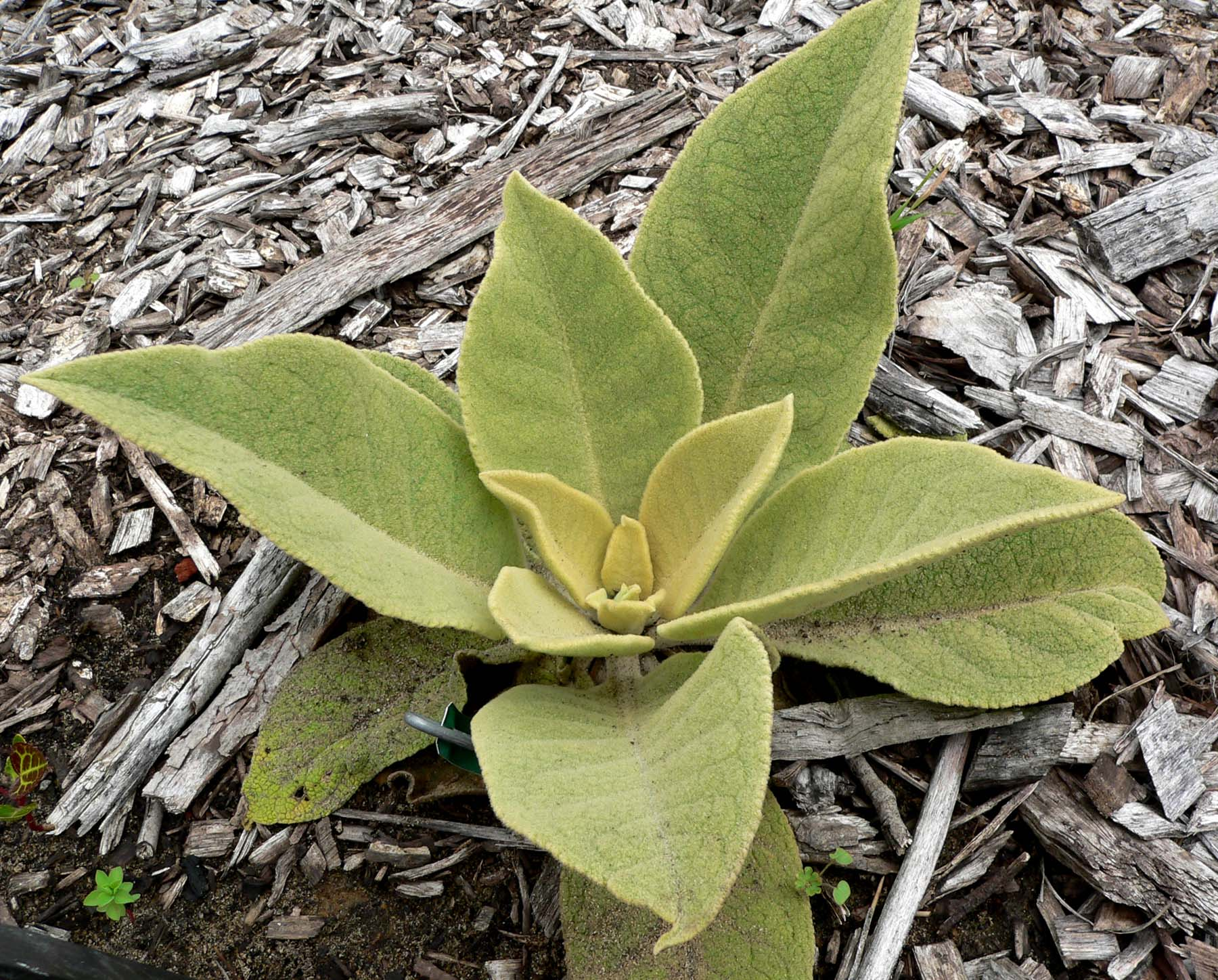
Trạng thái hoa hồng của cây Verbascum epixanthinum.

Thực vật hai năm, cây hai năm hay cây lưỡng niên là các loài thực vật có hoa cần hai năm (thường ở khí hậu ôn hòa) để hoàn thành vòng đời sinh học của nó.

## Mô tả vòng đời
Trong năm đầu tiên, cá thể thực vật trải qua quá trình sinh trưởng sơ cấp, trong đó lá, thân và rễ (cấu trúc sinh dưỡng) phát triển. Thông thường, thân (lóng, đốt) của cây lúc này vẫn ngắn và lá thấp ở gần mặt đất, tạo thành "trạng thái hoa hồng". Sau năm đầu tiên, cây bước vào thời kỳ ngủ đông trong những tháng lạnh hơn. Nhiều cây hai năm một tuổi cần được xử lý lạnh, còn gọi là xuân hóa trước khi chúng ra hoa. Trong suốt mùa xuân hoặc mùa hè tiếp theo, thân của cây hai năm dài ra rất nhanh và nhiều. Sau đó cây ra hoa, tạo quả và hạt trước khi chết. Số lượng loài thực vật hai năm ít hơn so với thực vật lâu năm hoặc thực vật hàng năm.
Các loài cây hai năm không phải lúc nào cũng tuân theo một vòng đời nghiêm ngặt như trên và phần lớn các loài thực vật trong tự nhiên có thể mất 3 năm trở lên để trưởng thành hoàn toàn. Kích thước lá ở trạng thái hoa hồng đã được nghiên cứu để dự đoán thời điểm cây có thể bước vào giai đoạn thứ hai của quá trình sống (ra hoa và tạo hạt). Ngoài ra, trong điều kiện khí hậu khắc nghiệt, thực vật hai năm có thể hoàn thành vòng đời nhanh chóng (ví dụ: trong ba tháng thay vì hai năm). Điều này khá phổ biến ở các cây giống rau hoặc hoa đã được xử lý xuân hóa trước khi chúng được trồng xuống đất. Phương pháp này dẫn đến việc nhiều cây hai năm thường được coi là cây hàng năm ở một số khu vực. Ở một số giai đoạn năm thứ 2, sự ra hoa cũng có thể xuất hiện mà không cần đến quá trình tạo hoa bằng gibberellin, một loại hormone thực vật. 
Ngược lại, một cây hàng năm trong điều kiện cực kỳ thuận lợi có khả năng tạo giống thành công cao hơn, làm cho nó giống như thực vật hai năm hoặc lâu năm. Một số cây lâu năm có thể hoàn thành vòng đời trong hai năm chứ không phải lâu năm. Cây hai năm thật chỉ ra hoa một lần, trong khi nhiều cây lâu năm sẽ ra hoa hàng năm khi trưởng thành. Tuy nhiên, có những cây một lá mầm sống lâu năm chỉ ra hoa và kết trái vào năm cuối cùng của cuộc đời.

## Trong nông nghiệp
Thực vật hai năm được sử dụng để lấy hoa (thường được gọi là hoa hai năm), quả hoặc hạt cần phải được trồng trong hai năm. Chúng được đánh giá cao ở khả năng ra hoa đầu mùa, vào mùa thu và đông (păng xê, cúc, anh thảo,…). Trong trường hợp cây rau (chẳng hạn như mùi tây), trồng để ăn lá hoặc rễ, các cây này chỉ được trồng trong một năm để thu hoạch, việc trồng trọt chỉ được tiếp tục vào năm thứ hai đối với cây sản xuất hạt giống.
Ví dụ về các loài thực vật hai năm là các thành viên của họ Hành (Alliaceae) bao gồm tỏi tây, một số thành viên của họ Cải (Brassicaceae), Verbascum thapsus, mùi tây, thì là, Lunaria, cải cầu vồng, Rudbeckia hirta, cẩm chướng thơm lùn, Aletris, cà rốt, và một số cây hoa thục quỳ. Các nhà lai tạo thực vật đã sản xuất các giống cây trồng hàng năm gồm nhiều cây hai năm một lần sẽ ra hoa vào năm đầu tiên từ hạt giống, ví dụ Digitalis và Matthiola incana.